# Desmoxytes cervaria
Desmoxytes cervaria är en mångfotingart som först beskrevs av Carl Graf Attems 1953.  Desmoxytes cervaria ingår i släktet Desmoxytes och familjen orangeridubbelfotingar. Inga underarter finns listade i Catalogue of Life.